# Francisco Mendoza De Leon
Francisco Mendoza De Leon (sinh 1947) là một Giám mục người Philippines của Giáo hội Công giáo Rôma. Ông hiện đảm trách cương vị Giám mục chính tòa Giáo phận Antipolo. Trước đó, ông cũng từng đảm nhiện nhiều vai trò khác như: Giám mục phụ tá rồi Giám mục Phó Giáo phận Antipolo trước khi làm Giám mục chính tòa và Giám quản Tông Tòa Giáo phận Kalookan.

## Tiểu sử
Giám mục Francisco Mendoza De Leon sinh ngày 11 thấng năm 1947 tại Parañaque, thuộc Philippines. Sau quá trình tu học dài hạn tại các cơ sở chủng viện theo quy định Giáo luật, ngày 28 tháng 6 năm 1975, Phó tế Leon, 28 tuổi tiến đến việc được truyền chức linh mục bởi Hồng y Jaime Lachica Sin, Tổng giám mục chính tòa Manila. Tân linh mục là thành viên của linh mục đoàn Tổng giáo phận Manila.
Với 32 năm thực hiện các hoạt động mục vụ trên sứ vụ là một linh mục, ngày 27 tháng 6 năm 2007, tin tức từ Tòa Thánh loan bào rằng Giáo hoàng đã tuyển chọn và bổ sung linh mục Francisco Mendoza De Leon vào hàng ngũ các giám mục, cụ thể với chức vị Giám mục Phụ tá Giáo phận Antipolo và danh hiệu Giám mục hiệu tòa Boseta. Lễ tấn phong cho vị tân chức được tổ chức sau đó vào ngày 1 tháng 9 cùng năm, với phần nghi thức chính yếu được cử hành bởi 3 giáo sĩ cấp cao. Chủ phong cho vị tân chức là Hồng y Gaudencio Borbon Rosales, Tổng giám mục Tổng giáo phận Manila. Hai vị còn lại với vai trò phụ phong gồm có Giám mục Socrates Buenaventura Villegas, Giám mục CHính tòa Giáo phận Balanga và Giám mục Gabriel Villaruz Reyes, Giám mục chính tòa Giáo phận Antipolo. Tân giám mục chọn cho mình châm ngôn:Jesu in te confido.
Ngày 25 tháng 1 năm 2013, Tòa Thánh mởi gọi Giám mục Leon kiêm nhiệm thêm vị trí Giám quản Tông Tòa Giáo phận Kalookan và ông đã giữ nhiệm vụ phụ này cho đến ngày 14 tháng 10 năm 2015 thì chấm dứt. Sau đó ít lâu, ngày 21 tháng 11 cùng năm, Tòa Thánh loan báo tin Giáo hoàng quyết định thăng Giám mục Francisco Mendoza De Leon làm Giám mục Phó Antipolo, với quyền kế vị. Ông chính thức kế vị thành Giám mục chính tòa Giáo phận Antipolo vào ngày 9 tháng 9 năm 2016.